# Yi'an, Hebei
Yi'an är en köpinghuvudort i Kina. Den ligger i provinsen Hebei, i den norra delen av landet, omkring 260 kilometer sydväst om huvudstaden Peking. Antalet invånare är 28 153. Befolkningen består av 13 563 kvinnor och 14 590 män. Barn under 15 år utgör 16,0 %, vuxna 15-64 år 74 %, och äldre över 65 år 9,0 %.
Runt Yi'an är det tätbefolkat, med 550 invånare per kvadratkilometer. Närmaste större samhälle är Quyangqiao, 18,5 km öster om Yi'an. Trakten runt Yi'an består till största delen av jordbruksmark.
Genomsnittlig årsnederbörd är 656 millimeter. Den regnigaste månaden är juli, med i genomsnitt 206 mm nederbörd, och den torraste är december, med 4 mm nederbörd.